# Petr Cancura
Petr Cancura (* 23. April 1977) ist ein kanadischer Holzbläser (Saxophone, Flöten, Klarinette), auch Gesang, Gitarre und Banjo.

## Leben und Wirken
Cancura, der aus Tschechien stammt und ab seinem zehnten Lebensjahr in Ottawa lebte, arbeitete in Kanada und studierte zunächst an der Carlton University, bevor er seine Studien in Boston am New England Conservatory of Music fortsetzte. In New York City spielte er u. a. mit Danilo Pérez, Julian Lage, Bob Moses, Joe Morris, Jacek Kochan, Kathleen Edwards, Kenny Wollesen, Joe Maneri, Cecil McBee, Rob Mosher und Mighty Popo, ferner mit seinen eigenen Bandprojekten Big Sky und Down Home. 2009 legte er das Album PeopleMusic vor. Cancura ist Programmleiter des Ottawa International Jazz Festival, ferner hielt er Workshops in den Vereinigten Staaten und in Kanada. Cancura war von 2003 bis 2019 bei 15 Aufnahmesessions beteiligt. 20121 legte Cancura mit Charlie Hunter und Geoff Clapp das Album Don’t Let It Stop! vor.

## Diskografische Hinweise
- Petr Cancura/Joe Morris/Jason Nazary: Fine Objects (Not Two, 2007)
- Petr Cancura: PeopleMusic (2008)
- Cancura/Kevin Turcotte/Marianne Trudel/Vedady/Jim Doxas: The Romance of Improvisation In Canada - The Genius Of Eldon Rathburn (2018)
- Petr Cancura with Charlie Hunter & Geoff Clapp: Don’t Let It Stop! (Roots2Boot Recordings, 2020)